# فردی براون (بازیکن فوتبال)
فردی براون (انگلیسی: Freddie Brown؛ 1886 – 1939 (aged 53)) بازیکن فوتبال اهل بریتانیا بود.
از باشگاه‌هایی که در آن بازی کرده‌است می‌توان به باشگاه فوتبال استوک سیتی، باشگاه فوتبال کیدرمینستر هاریرس، و باشگاه فوتبال وست برومویچ آلبیون اشاره کرد.